# 金楽寺駅
金楽寺駅（きんらくじえき）は、かつて兵庫県尼崎市金楽寺町の、日本国有鉄道福知山線の支線にあった駅（廃駅）である。
この支線は、1970年代後半には旅客列車が1日2往復のみで、利用客は皆無に近かった。駅自体もプラットホームが1本と、壊れかけた待合室があるだけだった。

## 歴史
- 1912年（明治45年）4月16日[2]：開業[1]。
- 1981年（昭和56年）4月1日：支線における旅客営業廃止に併せて廃駅となる[1]。

## 駅構造
単式ホーム1面1線を有した駅であり、ホーム上には待合室があった。

## 駅周辺
- 長洲天満神社
- 吉備彦神社
  - 金楽寺貝塚遺跡[3]
- 兵庫県立尼崎高等学校
- 尼崎市立金楽寺小学校
- 阪神バス「天満神社」停留所

## 現況
部分的に天神橋緑地として整備されている。跡地には住宅が建っている。

## 隣の駅
日本国有鉄道
福知山線（支線）
尼崎臨時乗降場 - 金楽寺駅 - 尼崎港駅